# Mohnish Pabrai
Mohnish Pabrai (* 12. Juni 1964 in Bombay) ist ein US-amerikanischer Unternehmer, Fondsmanager, Autor und Philanthrop indischer Herkunft.

## Leben
Mohnish Pabrai begann seine Berufslaufbahn 1986 bei Tellabs im Bereich der Hochgeschwindigkeitsdatenübertragung. Im Jahr 1991 gründete er sein IT-Beratungsunternehmen TransTech, Inc. mit einem Startkapital von 100.000 USD. Das Unternehmen verkaufte er im Jahr 2000 an Kurt Salmon für 20 Millionen USD. Bereits im Jahr 1999 gründete er Pabrai Investment Funds, eine Investmentpartnerschaft nach dem Vorbild von Warren Buffett.
Während der S&P 500 Index seit Auflage des Fonds im Jahr 2000 bis zum September 2013 um 43 % stieg, erwirtschaftete Pabrai nach Transaktionskosten für seine Anleger 517 %. Aufgrund seiner außergewöhnlich guten Investmentergebnisse wird sein Portfolio auf den Webseiten GuruFocus.com, InsiderMonkey.com, Dataroma.com und SeekingAlpha.com nachverfolgt, wo Portfolios aus meldepflichtigen Daten von internationalen Star-Investoren mit einer zeitlichen Verzögerung rekonstruiert werden.
Einer breiteren Öffentlichkeit wurde er erstmals im Jahr 2008 bekannt, als er zusammen mit seinem Freund Guy Spier ein Wohltätigkeitsessen mit Warren Buffett für 650.100 USD ersteigerte.
Er ist Autor des Buches The Dhandho Investor: The Low – Risk Value Method to High Returns, das ebenfalls in einer deutschsprachigen Auflage veröffentlicht wurde.

## Bücher
Pabrai schätzt Warren Buffett hoch und gibt zu, dass sein Anlagestil von Buffett und anderen kopiert wurde. Er hat ein Buch über seinen Anlagestil geschrieben: The Dhandho Investor: The Low - Risk Value Method to High Returns.
Ein weiteres Buch von Pabrai ist Mosaic: Perspectives on Investing. In diesem Buch hat Pabrai die Anlagemethode von Warren Buffett auf einige wenige Punkte reduziert. Diese Punkte werden in einer Reihe von Artikeln dargelegt, die er zwischen 2001 und 2003 für verschiedene Newsletter und Websites verfasste (das Buch druckt diese Artikel in umgekehrter chronologischer Reihenfolge ab).
Pabrais Lebenseinstellung wird ausführlich in Guy Spiers Buch The Education of a Value Investor behandelt, insbesondere in einem Kapitel mit dem Titel „Doing Business the Buffett-Pabrai Way“.

## Dakshana-Stiftung
Im Jahr 2005 gründete Pabrai mit seiner Frau Harina Kapoor die Dakshana-Stiftung, die sich der Bildung sozial schwacher Menschen in Indien verschrieben hat. Jährlich fließen 2 % des Vermögens von Mohnish Pabrai und seiner Frau an die Stiftung.